# Gebhard II. von Urach

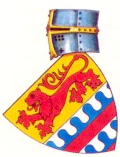
Wappen der Grafen von Urach

Gebhard II. von Urach († 1. März 1110) war Benediktiner, Abt der Klöster Hirsau und Lorsch, sowie von 1105 bis 1107 Bischof von Speyer.

## Leben und Wirken
Gebhard II. von Urach, auch Gerhard, stammte aus dem Geschlecht der Grafen von Urach und wurde geboren als Sohn von Graf Egino I. von Dettingen (dem Älteren). Sein Bruder war Kardinalbischof Kuno von Urach († 1122), ein eifriger Förderer der gregorianischen Reformen und Vertrauter von Papst Paschalis II.
(1099–1118). Zusammen mit seinem Bruder Liutold gründete Kuno im Jahre 1089 das Kloster Zwiefalten, das von Hirsauer Mönchen besiedelt wurde.
Vor seiner Zeit im Kloster Hirsau dürfte Gebhard eine Ausbildung im Umfeld des Straßburger Domstiftes erhalten haben. Sein Onkel väterlicherseits war Bischof Werner II. von Straßburg, der aufgrund einer Strafexpedition gegen das Kloster Hirsau unrühmlich in die Hirsau-nahe Geschichtsschreibung eingegangen ist. Die Umstände seines Klostereintritts sind umstritten, da wir hierzu lediglich die Quellen aus dem Hirsauer Umfeld besitzen, die maßgeblich von den späteren Ereignissen um seine Person geprägt sind. Der Codex Hirsaugiensis beschreibt, dass Gebhard das Kloster zunächst um Besitz betrogen hatte, bevor er sich dem monastischen Leben zuwandte. Die tendenziöse Vita Wilhelms von Hirsau berichtet obendrein von einem Straßburger Kanoniker, der für seine weltlichen Neigungen bestraft wird. In dieser Schilderung könnte man durchaus eine späte Invektive gegen Gebhard sehen.
Gebhard lebte als Benediktiner im Kloster Hirsau, wurde später Prior, 1091 Abt und Nachfolger des Wilhelm von Hirsau. Dieser wird als Seliger verehrt und soll Gebhard von Urach als seinen Prior und Vertrauten in die Abtei Cluny gesandt haben, um von dort Reliquien des Hl. Petrus für die neue Klosterkirche zu erbitten. Nachdem sich Heinrich V. 1104 mit dem bayerischen und sächsischen Reformadel gegen seinen Vater Heinrich IV. verbündet hatte, besetzte jener Ende Oktober 1105 Speyer, den zentralen Ort salischer Herrschaft, und berief Gebhard, einen vehementen Gegner Heinrichs IV., zusätzlich zu seiner Hirsauer Abtswürde zum Bischof von Speyer und Abt von Lorsch. Im Kloster Hirsau kam es derweil zu interner Lagerbildung und man wählte Bruno von Beutelsbach († 1120) an seiner Stelle als Abt.
Gebhard war als Bischof von Speyer Lehnsherr der Burg Böckelheim, auf der Heinrich IV. seinen Vater zu Weihnachten 1105 internierte. 1106 begrub man unter seinem Episkopat den exkommunizierten Kaiser Heinrich IV. in Speyer, wobei der Oberhirte auf genauer Einhaltung der kanonischen Vorschriften bestand, nach denen jener als Gebannter nicht in der Familiengrablege des Speyerer Domes begraben werden durfte. Deshalb erbaute man an der Nordseite der Kathedrale die bis heute erhaltene Afrakapelle, wo der Herrscher vorläufig beigesetzt wurde, bis er posthum vom Kirchenbann befreit war.
Gebhard von Urach verzichtete 1107 krankheitsbedingt auf sein Bischofsamt. Er wird als beleibt und von mittlerer Größe beschrieben, litt an Gicht und hatte eine daher rührende Gehbehinderung an einem Fuß. Ebenso scheint diese Entscheidung maßgeblich durch die oppositionelle Haltung der Speyerer Bürger beeinflusst gewesen zu sein, die dem Bischof diesen Affront gegen den immer noch beliebten Salier nicht verziehen hatten.
Laut Seelbuch des Speyerer Domes starb er am 1. März 1110, wurde jedoch seinem Wunsch gemäß in der Abteikirche von Hirsau bestattet.
Die Annales Hirsaugienses des Johannes Trithemius überliefern viele Einzelheiten zu Leben und Person des Bischofs Gebhard von Urach, die bei Domkapitular Franz Xaver Remling, in seiner Geschichte der Bischöfe zu Speyer (Band 1, 1852) mit entsprechender Quellenangabe vermerkt sind. Die historische Genauigkeit dieser Annalen ist jedoch zweifelhaft.
Gebhard von Urach († 1141), Neffe des Speyerer Bischofs, war von 1131 bis 1140 Bischof von Straßburg.